# آنتونیو آفونسو

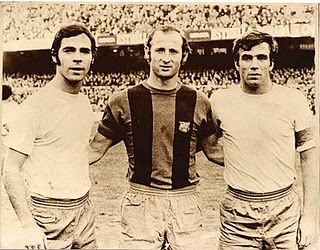
آنتونیو آفونسو (نفر اول سمت راست تصویر)

آنتونیو آفونسو (تونونو) (به اسپانیایی: Antonio Afonso (Tonono)) بازیکن فوتبال اهل اسپانیا است که از سال ۱۹۶۷ تا ۱۹۷۲ میلادی عضو تیم ملی فوتبال اسپانیا بوده و در ۲۲ بازی ملی حضور داشته‌است. او در بازی‌های ملی‌اش گلی به ثمر نرساند.